# آنا أخماتوفا
آنا أخماتوفا (الروسية: А́нна Ахма́това) هو اسم مستعار لآنا أندرييفنا غورنكو (الروسية: А́нна Андре́евна Горе́нко) شاعرة روسية (23 يونيو/حزيران 1889 - 5 مارس/آذار عام 1966) تعتبر من أبرز شاعرات روسيا في عهد الاتحاد السوفيتي، وأكثرهن إثارة للجدل، وتعتبر من أشهر المؤثرين في الشعر الروسي، وقد تُرجمت أعمالها إلى العديد من اللغات، وتم اعتبارها من أشهر شعراء الروس في القرن العشرين.
تتراوح أعمال أخماتفا من القصائد الغنائية القصيرة إلى المرثيات معقدة الهيكل مثل قداس الموتى (1935-40)، تحفتها المأساوية عن الإرهاب الستاليني. يتميز أسلوبها بالاقتضاب والحياد العاطفي، واعتُبر أصيلًا ومتميزًا بشكل ملفت من قبل معاصريها. أسس الصوت النسائي الطليعي القوي تناغمًا جديدًا في الشعر الروسي. يمكن الاعتبار أن أعمالها انقسمت ضمن فترتين، بداياتها في الشعر (1912-25) وأعمالها اللاحقة (من حوالي عام 1936 حتى وفاتها)، يفصل بينهما عقد قلّ فيه إنتاجها الأدبي. أدانت السلطات الستالينية عملها وفرضت عليها الرقابة، وقد اشتهرت باختيارها عدم الهجرة والبقاء في الاتحاد السوفيتي، لتبقى شاهدةً على الأحداث المحيطة بها. دائمًا ما اشتملت موضوعاتها على تأملات في الزمن والذاكرة، وإسقاطات على صعوبات المعيشة والكتابة في ظل الستالينية.
يتوفر القليل من المعلومات حول حياة أخماتفا، إذ تسببت الحرب والثورة والنظام السوفيتي في تدمير الكثير من السجلات المكتوبة. كانت في حالة ازدراء رسمي لفترات طويلة، وتوفي العديد من المقربين. أعدم زوجها الأول، نيكولاي جوميلوف، من قبل البوليس السوفيتي السري، وأمضى ابنها ليف جوميلوف وزوجها الرضائي نيكولاي بونين سنوات عديدة في معسكرات العمل «غولاغ»، حيث مات بونين.

## السيرة
ولدت آنا في بلشوي فونتان إحدى ضواحي أوديسا الأوكرانية لأبوين هما اندريه انطونوفيتش غورينكو واينا ايرازموفنا، بعد عامين من ولادتها انتقلت أهلها للعيش في تسارسكويه سيلو في بطرسبورغ؛ في 1905 تطلق والداها وانتقلت ووالدتها إلى يفباتوريا ثم إلى كييف لتكمل تعليمها، فتعرفت هنالك على نيقولاي غوميلوف الذي أرتبط بها عام 1910 منجبة منه ليف غوميلوف أبنها الوحيد، واستمر الارتباط إلى إن تمت علاقتهما بالطلاق وذلك عام 1918. ثم تزوجها بعد ذلك عالم الآشوريات فلاديمير شليكو. وفي 1922 تغير الحال عندما أنفصلت عن فلاديمير، لتعيش مع الناقد نيكولاي بونين الذي أصيح زوجها الثالث.
تعلمت آنا اللغة الفرنسية وأتقنتها، وأحبت بشكل كبير التاريخ والأدب، وتعرفت على الأدب الأوروبي عامة والروسي خاصة، وأكثر ما أولعت به هو الشعر الذي دام معها طوال حياتها.
بدأت آنا في كتابة الشعر وهي لا تزال في 11 من العمر، وقد ازداد إنتاجها الأدبي في عام 1910 تحت اسم آنا أخماتوفا، وفي 1911 شاركت آنا في محترف الشعراء الذي ضم حركة الأوجية لتصبح بعد ذلك من أهم أعلام الحركة، وفي عام 1912 صدر أول ديوان شعر لها بعنوان «أمسية» تبعه عدة دواوين لها آخرها في ذلك العقد أصبح معبرا عن مواقفها السياسية المعارضة للثورة البلشفية، وعلى الرغم من الوضع السياسي تجاه الأدباء؛ إلا إنها لم تقبل الرحيل حتى بعد إعدام زوجها السابق عام 1921.

## وصلات خارجية
- آنا أخماتوفا على موقع أرشيف الشارخ.
- آنا أخماتوفا على موقع IMDb (الإنجليزية)
- آنا أخماتوفا على موقع الموسوعة البريطانية (الإنجليزية)
- آنا أخماتوفا على موقع مونزينجر (الألمانية)
- آنا أخماتوفا على موقع ميوزك برينز (الإنجليزية)
- آنا أخماتوفا على موقع إن إن دي بي (الإنجليزية)
- آنا أخماتوفا على موقع قاعدة بيانات الفيلم (الإنجليزية)
- مختارات من أعمال أخماتوفا مترجمة إلى العربية